# Cafasso Borgo Nuovo
Cafasso/Borgo Nuovo, è una borgata del comune di Capaccio Paestum, in provincia di Salerno.

## Geografia fisica

### Territorio
L'abitato si sviluppa in zona pianeggiante a 17 m s.l.m. circa, fra la borgata Capaccio Scalo e l'area archeologica di Paestum. In base all'ultimo censimento (2001) ha 807 abitanti.

## Cultura

### Archeologia

#### Rinvenimenti archeologici

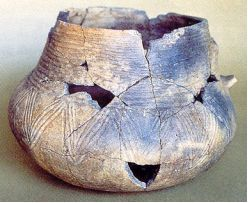
Ceramica cerimoniale della Cultura del Gaudo

Nel 1963 è stata scoperta la necropoli del Gaudo comprendente sepolture che vanno dall'età del Bronzo all'epoca romana.
In contrada Andreiuolo-Laghetto è stata rinvenuto un'altra necropoli con 800 tombe risalenti al VI secolo a.C.

## Sport

### Calcio
Le frazioni Cafasso e Borgo Nuovo sono rappresentate dalle seguenti squadre di calcio:
- ASD Cafasso 100% - Seconda Categoria Girone I.